# Chico Simões
Francisco de Assis Simões Thomaz (Dom Joaquim, 17 de outubro de 1950), mais conhecido como Chico Simões ou Francisco Simões, é um médico, professor e político brasileiro. Foi vice-prefeito (de 1989 a 1993), vereador (de 1993 a 1996) e prefeito do município de Coronel Fabriciano, tendo ocupado o cargo do Poder Executivo por três mandatos não consecutivos, nos períodos de 1997 a 2000 e 2005 a 2012. Também foi deputado estadual de Minas Gerais, eleito para a 15ª legislatura, além de vice-presidente do Partido dos Trabalhadores (PT) no estado. Nas eleições municipais de 2024, foi novamente eleito vereador de Coronel Fabriciano.

## Origem e formação
Francisco de Assis Simões Thomaz nasceu no município brasileiro de Dom Joaquim, no interior do estado de Minas Gerais, em 17 de outubro de 1950, sendo um dos três filhos de José Nonato Thomaz e Sebastiana Aparecida Simões. Casou-se com Vânia Maria, com quem teve dois filhos. Formou-se pela Faculdade de Medicina da Universidade Federal de Minas Gerais (UFMG), onde era membro integrante do diretório acadêmico do curso.
Atuou como médico obstetra e ginecologista, além de médico legista da Secretaria de Estado da Segurança Pública, concursado pelo antigo Instituto Nacional de Assistência Médica da Previdência Social (INAMPS, equivalente ao SUS). Foi também diretor do Sindicato dos Médicos na gestão do presidente Célio de Castro (ex-prefeito de Belo Horizonte) e professor universitário.

## Vida pública e política

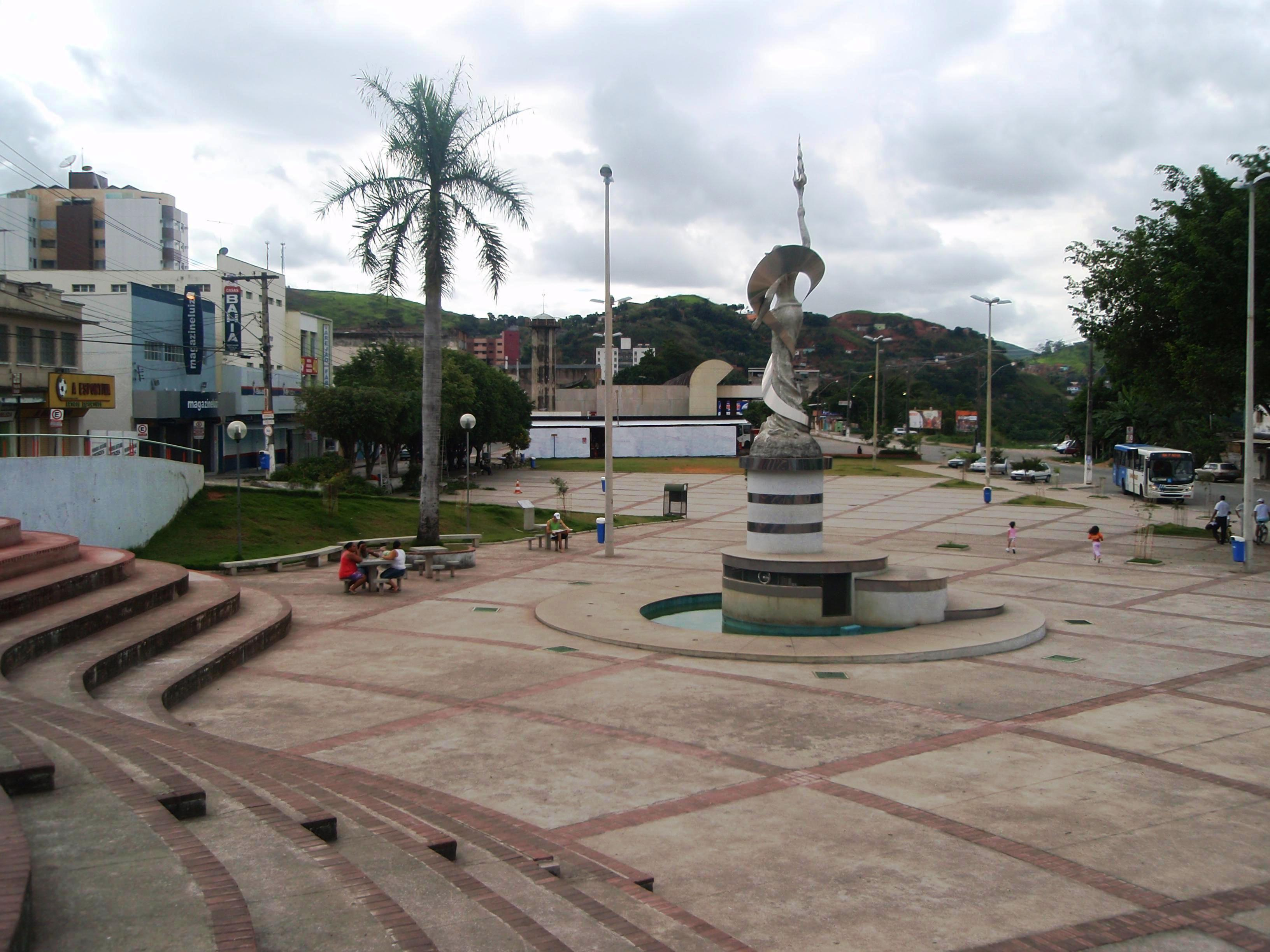
Vista da Praça da Estação, construída em 2008, ano em que Chico Simões foi reeleito para seu terceiro mandato.

Francisco veio para Coronel Fabriciano em 1980, onde continuou a exercer sua profissão e se envolveu em debates e discussões relacionadas à área da saúde. Filiado ao Partido dos Trabalhadores (PT), foi vice-prefeito da cidade entre 1989 e 1992, no mandato de Hélio Arantes de Faria, sendo eleito vereador para a legislatura 1993–1996 com 627 votos. Posteriormente foi eleito prefeito para a gestão 1997–2000, com Emanuel do Nascimento Ribeiro na condição de vice-prefeito, sucedendo a Paulo Almir Antunes. Obteve 64,04% dos votos contra os 35,96% de Eugênio Pascelli Gonçalves Lima	(PSDB). Sua eleição ocorreu em um contexto em que o PT e o PSDB vinham ganhando força em Minas Gerais e o mesmo se repetiu nos três principais municípios do Vale do Aço, dos quais em Coronel Fabriciano (Chico Simões) e Ipatinga (Chico Ferramenta) venceram petistas em 1996, enquanto que o PSDB ganhou em Timóteo (José Poggiali).
O político exerceu ao mesmo tempo a função de presidente da Associação da Microrregião do Vale do Aço (AMVA) entre 1999 e 2000. Neste mesmo ano se tornou presidente da Assembleia Metropolitana do Vale do Aço (Amevale). Tentou a reeleição à prefeitura de Coronel Fabriciano nas eleições de 2000, mas obteve 49,35% dos votos válidos e foi derrotado pelo próprio antecessor Paulo Almir Antunes (PFL), que conseguiu 50,65%. Em 2002, foi eleito deputado estadual para a 15ª legislatura, empossado em 1º de fevereiro de 2003. No entanto, renunciou ao mandato parlamentar após se eleger prefeito de Coronel Fabriciano nas eleições de 2004.
Nas eleições municipais de 2004, Chico Simões foi eleito prefeito para seu segundo mandato não consecutivo, de 2005 a 2008, sucedendo a Paulo Almir Antunes e sendo Antônio Eugênio do Socorro Fernandes o vice-prefeito. O petista conseguiu 48,93% dos votos válidos, contra os 42,46% do segundo lugar Paulo Antunes (PFL), que tentava a reeleição. Nessa ocasião também foi vice-presidente do Partido dos Trabalhadores de Minas Gerais. Nas eleições de 2008 foi reeleito para um terceiro mandato (o segundo consecutivo), de 2009 a 2012, atingindo 56,93% dos votos válidos contra os 36,82% do segundo colocado José Célio de Alvarenga (PDT). Foi sucedido por Rosângela Mendes, que foi secretária de governo de Chico Simões e se tornara candidata do PT eleita nas eleições de 2012. Com o governo de Rosângela (2013–2016), totalizaram-se 12 anos seguidos de mandatos do Partido dos Trabalhadores à frente da prefeitura.
Em 2013, chegou a ser cogitada dentro de uma divisão interna do PT a candidatura de Chico Simões ao governo de Minas Gerais nas eleições do ano seguinte, em uma tentativa desse grupo de se opor ao colega de partido Fernando Pimentel, tido como mais próximo de partidos de oposição. No entanto, o cargo foi disputado por Pimentel, que foi eleito. O ex-prefeito fabricianense, por sua vez, candidatou-se a deputado estadual em 2014 e alcançou um total de 27 120 votos, mas não se elegeu. Já em 2016 se tornou presidente do Social Futebol Clube, assumindo o clube em situação de crise. Também seguiu presidindo o diretório do Partido dos Trabalhadores em Coronel Fabriciano, mantendo-se envolvido em eventos e causas ligadas ao partido.
Em abril de 2020, alegou ao Diário do Aço que não pretendia disputar eleições municipais novamente, porém se dispôs a concorrer à chefia do Poder Executivo de Coronel Fabriciano no pleito desse ano porque, em suas palavras, "a cidade precisa de um político experiente e responsável". Por outro lado, em agosto do mesmo ano, o ex-prefeito anunciou sua desistência dessa eleição e o representante do PT escolhido para a disputa do pleito foi o então vereador Marcos da Luz Evangelista Lima Martins, o Marcos da Luz. Contudo, nas convenções do partido em setembro, divulgou-se a composição da chapa do partido com Marcos da Luz como titular e Chico Simões como vice. Essa chapa foi derrotada em segundo lugar, com 10,38% das intenções de voto, para o prefeito reeleito Marcos Vinícius (PSDB), com 83,75%, nas eleições de novembro.
Nas eleições gerais de 2022, candidatou-se mais uma vez a deputado estadual, mas não foi eleito com 8 811 votos. Nas eleições municipais de 2024, foi eleito vereador em Coronel Fabriciano com 1 349 votos.

### Prefeitura de Coronel Fabriciano

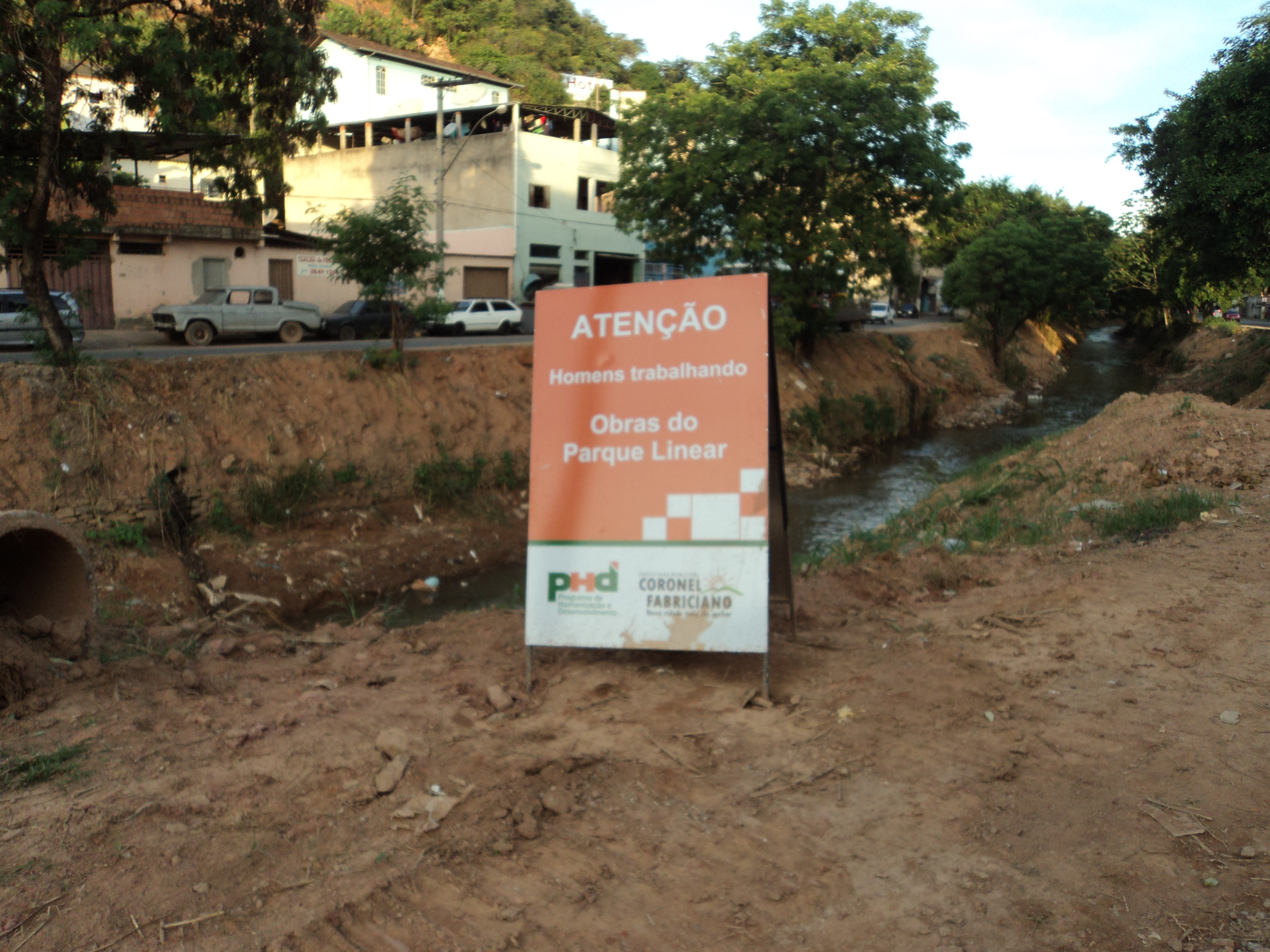
Placa indica intervenções do "Parque Linear" na Avenida Julita Pires Bretas, bairro dos Professores, que ficou em obras entre 2012 e 2016. Foto de abril de 2012.

Durante o governo do político foi implantado o primeiro sistema de educação integral da rede pública na cidade, na Escola Municipal Otávio Cupertino, no bairro Caladão, em 2006, abrangendo inicialmente 340 alunos. Segundo informações da própria prefeitura, o programa já havia sido estendido para mais de 2 mil alunos em 2009. Também foi realizado o remanejamento da integração do transporte público coletivo urbano para outro lugar no Centro de Fabriciano, a fim de construir a Praça da Estação no lugar do antigo. A inauguração da praça ocorreu em 31 de outubro de 2008, poucas semanas após a reeleição de Chico Simões. Nos bairros Caladinho e Aparecida do Norte ocorreram obras de drenagem, urbanização e regularização fundiária. Houve ainda o asfaltamento de vias.
Em 2009, Chico Simões deu início ao projeto do "Parque Linear", que previu inicialmente reassentamento dos moradores de áreas de risco, pistas de caminhada, ciclovia, revegetação e obras de contenção em todo o leito urbano do ribeirão Caladão, que corta a cidade, intervenções que abrangeriam mais de 9 km. A intenção, segundo a própria gestão, era sanar as enchentes, diminuir o tráfego da Avenida Magalhães Pinto e otimizar a segurança pública. As execuções, que se estenderam ao mandato da prefeita sucessora, foram marcadas por morosidade e investigações quanto à qualidade e gastos. Houve intervenções em redes de drenagem como parte da "primeira etapa", efetuada em 2011, enquanto que um trecho de 1 km do ribeirão recebeu contenção, espaços de lazer e pista de caminhada em suas margens como parte da "segunda etapa". Esta fase, correspondente à extensão da Avenida Julita Pires Bretas, foi executada entre abril de 2012 e junho de 2016. Além da delonga, as enchentes que continuaram a ocorrer e os custos elevados geraram repulsa.
Durante sua gestão ocorreu o fechamento do Hospital Siderúrgica (atual Hospital Doutor José Maria Morais) por motivos financeiros e burocráticos em 15 de julho de 2011, deixando Coronel Fabriciano sem atendimento pelo Sistema Único de Saúde (SUS) por tempo indeterminado. Nos anos anteriores o centro de saúde vinha funcionando em estado de "pré-falência" até ser fechado por sua mantenedora, a Associação Beneficente de Saúde São Sebastião (ABSSS), que alegou não receber verba suficiente dos governos municipal, estadual e federal. Com o fechamento Chico Simões decretou estado de calamidade pública e afirmou que por parte da prefeitura eram repassados os montantes devidos. Já em 2012, o governo estadual assumiu a posse do imóvel para a realização de reformas e reabertura com recursos da prefeitura, do estado e da União, além de troca de mantenedora. No entanto, a conclusão das obras e a reinauguração do hospital — que passou a ser chamado de Hospital São Camilo — só ocorreram em 30 de agosto de 2012, portanto faltando dois meses para as eleições municipais. Na ocasião, o prefeito acusou deputados representantes do governo estadual de postergarem a reabertura para o período eleitoral e assim interferirem nas eleições da cidade.